# Pointe-Claire

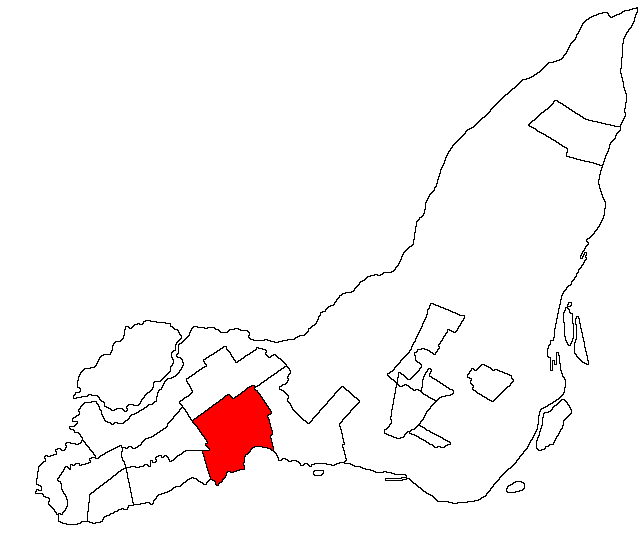
Pointe-Claire na mapie wyspy Île de Montréal

Pointe-Claire – miasto w Kanadzie, w prowincji Quebec, w regionie Montreal. Leży w obszarze metropolitarnym Montrealu.
1 stycznia 2002 Pointe-Claire zostało włączone do Montrealu. 20 czerwca mieszkańcy byłego miasta przegłosowali opcję odłączenia, co doprowadziło do odzyskania praw miejskich i odłączenia się od Montrealu 1 stycznia 2006.
W Pointe-Claire istnieje cmentarz weteranów (Field of Honour), na którym zostali pochowani żołnierze, w tym polscy wojskowi (m.in. płk pilot Mieczysław Pronaszko, płk Janusz Kapuściński, mjr Stanisław Krzymowski), konsul Piotr Kurnicki.

## Demografia
Liczba mieszkańców Pointe-Claire wynosi 30 161. Język angielski jest językiem ojczystym dla 55,0%, francuski dla 22,4% mieszkańców (2006).